# لهجات شامية

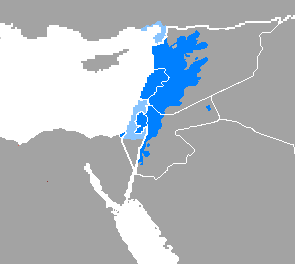
توزع وانتشار اللهجة العربية الشامية في منطقة شرقي المتوسط

اللهجات الشامية أو لهجات سوريا الكبرى هي لهجات اللغة العربية المحكية في بلاد الشام أو سوريا الكبرى التي نشأت نتيجة التحول اللغوي الذي طرأ على المنطقة من اللغة الآرامية إلى العربية (وكلا اللغتين تنتميان لفرع اللغات السامية) ابتداءً من القرن السابع الميلادي بعد الفتح الإسلامي العربي للشام. فيلاحظ علماء اللغة وجود تأثر كبير بين كثير من الألفاظ العامية للهجات الشامية ومفردات اللغة الآرامية نتيجة هذا التحول اللغوي. فمثلًا تشير إحدى التقديرات إلى أن قرابة 50% من البنية القواعدية للهجة اللبنانية ما زالت مماثلة لتلك الخاصَّة بالسريانية وهي إحدى اللهجات المنبثقة عن الآرامية الوسطى التي سادت في لبنان آنذاك. تتوزع على قسمين رئيسين: لهجات شامية شمالية، ولهجات شامية جنوبية، تُعرَف اللهجات الشامية في اللغات الأوربية باللهجة شرق المتوسطية (بالإنجليزية مثلاً: Levantine Arabic).
اللهجات الشامية هي نتيجة استعراب الشام، فقد كانت لغاتهم الأصلية الآرامية، مع انتشار الفينيقية والكنعانية والسريانية والعبرية، أحيانًا يقصد بمصطلح "اللهجة الشامية" لهجة الشوام في مدينة دمشق فقط؛ وذلك للاستخدام الدارج لمصطلح "الشام" للدلالة على دمشق فقط.

## الأصول والمؤثرات

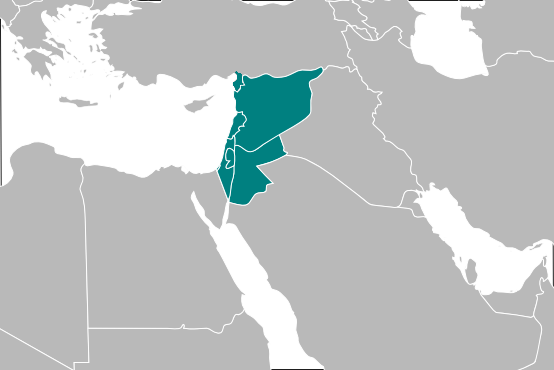
بلاد الشام في وقتنا الحاضر

اللهجات الشامية هي من اللهجات العربية المحافظة وخاصة الريفية منها على سبيل المثال، إن اللهجات الشامية الريفية هي من اللهجات القليلة التي ما تزال تحافظ على أصوات العلة العربية القديمة (الفتحة والكسرة والضمة) بدون إضافة أو نقصان، وهي تحافظ أيضا (وإن بشكل متفاوت) على أصوات العلة المركبة diphthongs كما في قول بَيْت ويَوْم حيث تلفظان /bayt/ و/yawm/ في كثير من نواحي الريف السوري وفي لبنان، بينما في معظم اللهجات العربية المعاصرة فإن هاتين الكلمتين تلفظان بِيت /beet/ ويُوم /yoom/.
إن اللهجة الشامية، كباقي اللهجات العربية، نشأت من اختلاط عدد كبير من اللهجات العربية القديمة، وخاصة الحميرية منها والنجدية. إن الأثر اللغوي الحميري يظهر اليوم أكثر ما يظهر في فلسطين ولبنان حيث، على سبيل المثال، يقال في بعض مناطق الريف خمست أسئلت (بإثبات التاء) بدلا من خمسة أسئلة. ويظهر الأثر الحميري أيضا في الإكثار من فتح عين المضارع في الأفعال ومشتقاتها، وهو ما يظهر بوضوح أيضا في اللهجة المصرية التي هي من أكثر اللهجات العربية تأثرا بلغات اليمن القديمة.
وأما الأثر النجدي فيظهر على سبيل المثال في الإمالة التي ما زالت موجودة في مناطق من الريف (مثلا في شمال سورية وجبل لبنان)، وأيضا في بعض المدن (كحلب وبيروت) وإن كانت آثارها ظاهرة في معظم اللهجات الشامية الأخرى.

## التقسيم ومعاييره
تقسم اللهجات الشامية عادة إلى قسمين كبيرين:
- اللهجات الشامية الشمالية (في غرب سوريا ولبنان بشكل عام وليس على وجه الدقة).
- اللهجات الشامية الجنوبية (في شمال فلسطين وشمال غرب الأردن بشكل عام وليس على وجه الدقة).

لا يوجد حد فاصل واضح بين هذين القسمين ولا خصائص مطلقة خاصة بأي منهما لعل أبرز ما يميز للهجات الشمالية عن الجنوبية عند البعض هو استخدام ضمائر الجمع الآرامية في اللهجات الشمالية (كقولهم هنن hennen بدلا من همّ humma كما في الجنوبية) ولكن هذا الفرق ليس مطلقا.
كما أن الفواصل الجغرافية غير دقيقة وغير واضحة تماماً ففي بعض نواحي الجليل على سبيل المثال، اللهجة أقرب إلى قسم اللهجات الشمالية، وفي بعض نواحي سوريا الغربية الجنوبية، اللهجة أقرب إلى قسم اللهجات الجنوبية.
وأما التلتلة (كسر أحرف المضارعة) فهي عامة في كل اللهجات، ولكن في فلسطين فإن حرف المضارعة لا يكسر لضمير المتكلم المفرد (مثلا في دمشق يقال بكتب bəktob وفي فلسطين والأردن baktob). ولكن هذا ليس خاصا بفلسطين والأردن ففي بعض نواحي سورية (كحلب مثلا) يقال baktob وليس bəktob.
ومن الفروق الأخرى بين الشمال والجنوب الحفاظ على الضمة في الجنوب، بينما في لهجة الشمال فإن الضمة غالبا ما تقدم إلى الكسر (مثلا في لبنان وفلسطين قصة ussa بينما في سورية əssa). ولكن مجددا فإن هذا الفرق ليس خاصا بالجنوب، ففي حمص على سبيل المثال يحافظ على الضمة (كقولهم كنت بحمص kont bi-homs بدلا من kənt bi-hems).

## الأصوات

### الأصوات الصحيحة
تحافظ اللهجات الشامية على معظم الأصوات الصحيحة الكلاسيكية (أحرف الأبجدية الثمانية والعشرين) باستثناء:
- الثاء والذال (الأصوات الصحيحة بين السنية) تقسّى إلى تاء ودال أو إلى سين وزاي كما في لهجات مصر وشمال إفريقية وهذا من أثر اللهجات اليمنية القديمة، وكذلك الظاء (الذال المطبقة) تقسّى إلى دال مطبقة (الطاء الفصيحة حسب سيبويه والأولين).
- الضاد صارت ظاءً ثم دالا مطبقة.
- القاف صارت همزة في لهجات كثير من المدن، وجيما مشبعة أو كافا مطبقة في نواحٍ أخرى. وقلب القاف همزة بداياته قديمة ومما قبل الإسلام، ولكنه امتد في الوقت الحاضر حتى أخرج صوت القاف الفصيح من الكلم إلا في الريف. ولا يزال أهل الشام جميعهم قادرين على لفظ القاف والحروف المطبقة لفظاً صحيحاً.

### الأصوات العليلة
تحافظ معظم اللهجات الشامية الجنوبية والشمالية الريفية على أصوات العلة الكلاسيكية (الفتحة والضمة والكسرة) أما في المدن الكبرى فإن أصوات علة ضعيفة (e,o) بالإضافة إلى صوت العلة المركزي /ə/ شائعة. ومن التغييرات الشائعة في الشام ما يلي:
- قلب الضم كسراً في الشمال.
- إمالة الألف إلى e في عموم الشام قديماً وفي بعض أنحائها حديثاً (حلب، لبنان).
- تفخيم الألف إلى o في عموم الشام قديماً وبعض أنحائها حديثاً (الساحل السوري).